# Kugelhammer (Produktionsbetrieb)

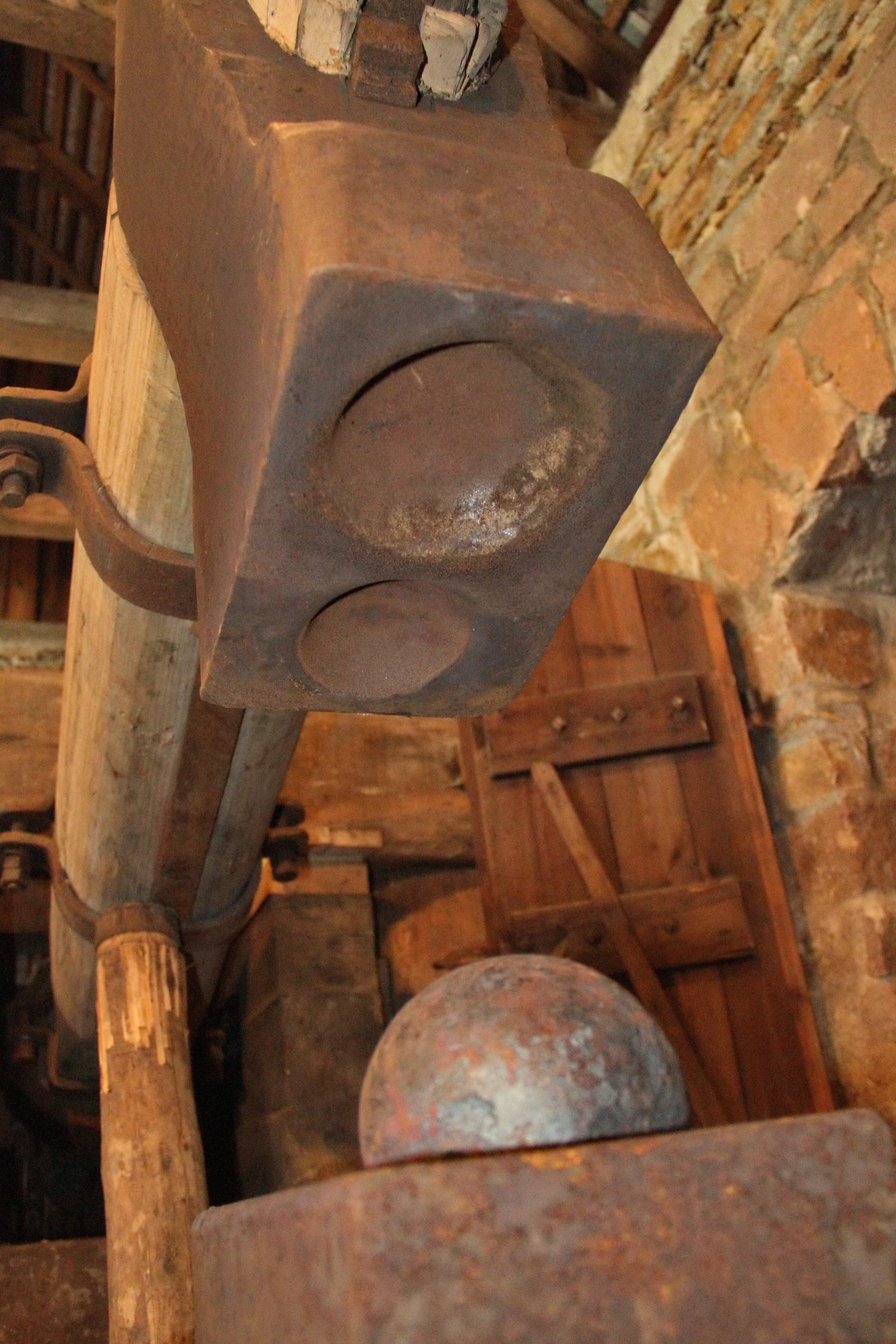
Historischer Fallhammer im Freibergsdorfer Hammer in Freiberg zur Herstellung von Kanonenkugeln

Ein Kugelhammer war ein Produktionsbetrieb, in dem aus Gusseisen gegossene Kugeln nachbearbeitet wurden. Die Kugeln wurden erhitzt und in entsprechend passenden Gesenken überschmiedet. Zweck war es, die Oberfläche der Kugeln zu glätten, zu präzisieren und, bei erkalten, auch zu verfestigen; dies diente sowohl der Schonung der Kanonenrohre wie auch der Erhöhung der Widerstandsfähigkeit der Kugeln.

## Historische Beispiele für Kugelhämmer
- Im Hüttenwerk Gottesgab im Fichtelgebirge wurde 1608/09 ein Kugelhammer eingerichtet.
- Das Eisenwerk Weiherhammer erhielt 1794 den Auftrag, Tausende Kanonenkugeln und Granaten herzustellen.

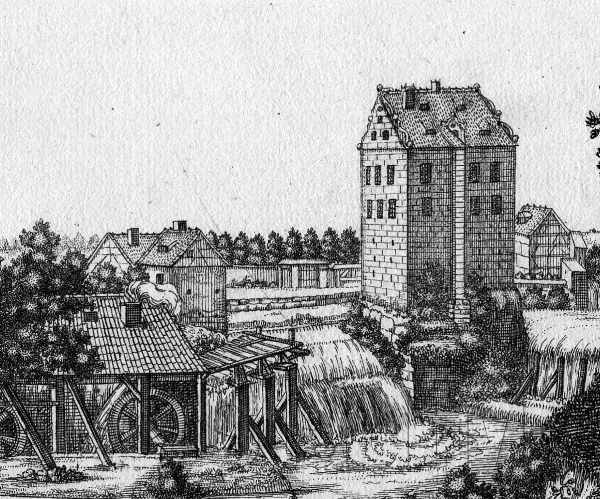
Hammerwerk und Schloss Gugelhammer

- Im fränkischen Gugelhammer wurden Kanonenkugeln hergestellt, das dort errichtete Hammerherrenhaus wird auch als Schloss Kugelhammer bezeichnet.
- In Traunstein befand sich in der Unteren Hammerstraße 7 ein Kugelhammer, in dem von 1623 bis 1676 Kanonenkugeln und Kartätschen hergestellt wurden und der  1896 zu einem E-Werk umgebaut wurde.[1][2]